# Nichane
Nichane (direct, tout droit en  arabe marocain : نيشان) (anciennement Aljareeda Alokhra) était un hebdomadaire marocain en langue arabe appartenant au groupe de presse Telquel. Le premier numéro de ce tabloïd est paru le 9 septembre 2006 avec un tirage de 20 000 exemplaires. 
Sa fermeture a été annoncée le 1er octobre 2010, en raison d'un « boycott publicitaire persistant », initié par de grandes entreprises proches du pouvoir.

## Interdiction: l'affaire des «noukates» (blagues)
Dans son numéro du 15 décembre 2006 le tout nouvel hebdomadaire marocain a publié un dossier intitulé «Blagues: comment les marocains rient de la religion, du sexe et de la politique». À titre de vulgarisation, Nichane a publié un encadré reprenant des blagues, puisées dans le patrimoine oral marocain, se moquant de la religion.
Ce dossier a provoqué un tollé, les blagues concernant l'Islam ont été jugées offensantes, insultantes et blasphématoires par certains lecteurs. Un site islamiste a été créé pour lancer une campagne pour l'interdiction de l'hebdomadaire. Les appels de ses initiateurs ont été relayés par des médias arabes si bien que des députés koweitiens ont protesté devant l'ambassade du Maroc.
Alors que la rédaction de l'hebdomadaire comptait présenter des excuses aux lecteurs qui se sont sentis offensés, le premier ministre marocain, Driss Jettou, a pris un arrêté administratif d'interdiction de l'hebdomadaire une semaine après les faits. Le parquet a été saisi pour lancer une poursuite judiciaire contre Driss Ksikes, directeur de la publication, et Sanaa Elaji, rédactrice de l'article incriminée, pour délit d'«atteinte à la religion islamique». Une décision saluée par le Conseil des oulémas du Maroc et plusieurs associations conservatrices marocaines mais dénoncée par le Syndicat de la presse marocaine et le monde associatif.
Le 9 janvier 2007, devant le Tribunal de première instance de Casablanca, le procureur du roi a requis la condamnation des deux journalistes à des peines de deux à cinq ans de prison, l'interdiction de la publication de l'hebdomadaire ainsi que de l'exercice de la profession pour les deux journalistes. Un réquisitoire particulièrement sévère, jugé insensé et archaïque par l'association Reporters sans frontières.
Le 15 janvier 2007, le tribunal de première instance de Casablanca a rendu son verdict et condamné les deux journalistes à trois ans de prison avec sursis et une amende collective de 80 000 dirhams (environ 7 220 euros). Le tribunal, qui n'a pas suivi le réquisitoire du procureur, a interdit durant deux mois (15 janvier – 15 mars 2007) la parution de l'hebdomadaire. Nichane est reparu en kiosque le 17 mars 2007. Driss Ksikes ayant démissionné de son poste après le procès, la direction de la publication est revenue à Ahmed Benchemsi, par ailleurs directeur du magazine francophone Telquel, qui fait partie du même groupe de presse.
Le titre fait paraître son dernier numéro le 1er octobre 2010.